# Evangelina Oyo Ebule
Evangelina Oyo Ebule là một chính trị gia người Guinea Xích đạo hiện đang giữ chức Bộ trưởng Bộ Tư pháp, Thờ phượng và Sám hối của đất nước.

## Sự nghiệp chính trị
Ebule có bằng luật từ Madrid. Năm 1989, bà được bổ nhiệm vào Tòa án Công lý Tối cao Guinea.
Đến năm 1998, Ebule là Thứ trưởng Bộ Tư pháp và Thờ phượng trong chính phủ của Tổng thống Teodoro Obiang. Vào tháng 1 năm 2003, Ebule đã được xác nhận lại vai trò này trong quá trình đầu tư của Tổng thống Obiang sau chiến thắng của ông trong cuộc bầu cử tổng thống năm 2002. Năm 2008, bà được bầu làm Bộ trưởng Nội các Lao động và An sinh xã hội. Năm 2013, bà được bầu làm Bộ trưởng Nội các về Tư pháp, Thờ phượng và Sám hối. Trong vai trò này, bà đã từ chối yêu cầu của các nhóm đối lập để hợp pháp hóa việc thành lập các đảng chính trị mới. Với tư cách là Bộ trưởng Tư pháp, Ebule là một phần trong nỗ lực thông qua luật pháp để xóa bỏ án tử hình ở Guinea Xích đạo. Hình phạt tử hình đã được bãi bỏ vào năm 2016.
Ebule là một thành viên của Đảng Dân chủ ở Guinea Xích đạo cầm quyền. Vào tháng 7 năm 2017 tại phiên bế mạc của Đại hội toàn quốc lần thứ 6, bà được bầu là một trong bốn phó chủ tịch của đảng.